# نیکولا سکولف
نیکولا سکولف (انگلیسی: Nikola Sekulov؛ زادهٔ ۱۸ فوریهٔ ۲۰۰۲) بازیکن فوتبال اهل ایتالیا است.
از باشگاه‌هایی که در آن بازی کرده‌است می‌توان به باشگاه فوتبال زیر ۲۳ سال یوونتوس اشاره کرد.
وی همچنین در تیم‌های ملی فوتبال North Macedonia national under-17 football team، زیر ۱۷ سال ایتالیا، زیر ۱۸ سال ایتالیا، و زیر ۲۰ سال ایتالیا بازی کرده‌است.